# Solesino
Solesino är en ort och kommun i provinsen Padova i regionen Veneto i Italien. Kommunen hade 6 809 invånare (2021).